# Tillandsia pohliana
Espèce
Classification phylogénétique
Tillandsia pohliana Mez est une espèce de plantes à fleurs de la famille des Bromeliaceae. C'est une épiphyte.
L'épithète pohliana est une dédicace à Pohl, collecteur de la plante, mais le protologue ne précise pas de quel Pohl il s'agit, probablement Johann Baptist Emanuel Pohl (1782-1834).

## Protologue et Type nomenclatural
Tillandsia pohliana Mez in Mart., Fl. Bras. 3(3): 598, tab. 111 (1894)
Diagnose originale :
« TILLANDSIA POHLIANA Mez n. sp. foliis dense rosulatis utriculum haud efformantibus, quaquaversis, complicatis in apicem filiformem angustatis, utrinque lepidotis subsericantibus; inflorescentia scapo brevi stipitata, pauci- vel subpauciflora, simplicissima laxiuscule quaquaverse spicata, foliis breviore; bracteis amplis flores superantibus, late acutis, dorso molliter lepidotis; sepalis liberis, dorso molliter lepidotis; petalis lamina obovata praeditis; staminibus quam petala multo brevioribus, antheris obtusis; stylo antheras paullo superante. »
Type : Mez cite plusieurs spécimens différents (syntypes). Vu le nom de la plante, c'est le spécimen collecté par Pohl (n° 3658 "ad San Miguel") qui paraît être le type, mais il n'y a pas désignation explicite d'un holotype. Hormis la lectotypification, l'illustration du protologue (tab. 111) pourrait être considérée comme l'holotype de Tillandsia pohliana Mez.
- leg. J. Pohl, n° 3658, s.t. ; San Miguel ; Lectotypus W (Naturhistorisches Museum Wien) (W 0016893)

## Synonymie

### Synonymie nomenclaturale
(aucune)

### Synonymie taxonomique
- Tillandsia hilaireana Baker (?)[2]
- Tillandsia latisepala L.B.Sm. [3],[2]
- Tillandsia meridionalis sensu Mez 1896[4] non Baker [3],[2]
- Tillandsia windhausenii Hassler[3],[2]
- Anoplophytum refulgens E.Morren [2]

## Description
Plante en rosette, acaule ou quasiment.
Feuilles écailleuses argentées.
Inflorescence dégagée de la rosette, en épi hélicoïdal unique, à grandes bractées rosâtres et fleurs blanches à pétales étalés.
Floraison in situ : mars et octobre-novembre.

## Écologie et habitat
- Typologie : plante herbacée, monocarpique vivace par ses rejets latéraux ; saxicole[2] ou épiphyte[1],[2].
- Habitat : buissons et bois secs[2].
- Altitude : 750-1500 m[2] ; 1500 m[3].

## Distribution
- Amérique du sud :
  -  Argentine[3]
    - nord de l'Argentine[2]

  -  Bolivie[2]
  -  Brésil[3]
    - Centre et est du Brésil[2]

  -  Paraguay[3],[2].
  -  Pérou
    - Sud du Pérou[3],[2].

## Comportement en culture
Tillandsia pohliana est de culture aisée en situation ensoleillée,.
Culture sans substrat, comme pour toutes les Tillandsia « aériennes ».